# Danny da Costa
Danny Vieira da Costa (Neuss, 13 juli 1993) is een Duits voetballer die doorgaans als rechtsback speelt. Hij verruilde Eintracht Frankfurt in juli 2022 voor FSV Mainz.

## Clubcarrière
Da Costa is een zoon van een Angolese vader en een Congolese moeder. Hij begon met voetballen bij	Winfriedia Mülheim en werd in 2001 opgenomen in de jeugdopleiding van Bayer Leverkusen. Hij maakte op 16 december 2010 zijn profdebuut, tijdens een wedstrijd in de Europa League tegen Atlético Madrid. Op 24 september 2011 volgde zijn debuut in de Bundesliga, tegen Bayern München.
Nadat in zijn debuutjaar een doorbraak uitbleef, verhuurde Bayer Leverkusen Da Costa in juli 2012 voor twee jaar aan FC Ingolstadt 04. Dat was op dat moment actief in de 2. Bundesliga. Hij werd hier binnen een paar maanden een onbetwiste basisspeler. Da Costa speelde zo in twee seizoenen 54 competitiewedstrijden, waarvan 52 vanaf het begin. Hij verhuisde in juli 2014 vervolgens definitief naar Ingolstadt. Da Costa werd in 2014/15 met zijn ploeggenoten kampioen van de 2. Bundesliga. Zijn eigen aandeel hierin was beperkt.  Nadat hij twaalf wedstrijden had gespeeld, brak hij op 31 oktober 2014 tijdens een wedstrijd tegen Fortuna Düsseldorf een scheenbeen. Die blessure kostte hem de rest van het seizoen. Na zijn revalidatie speelde hij in 2015/16 twintig keer voor Ingolstadt in de Bundesliga. Hij begon dat seizoen bijna net zo vaak op de reservebank.
Da Costa keerde in juli 2016 terug naar Bayer Leverkusen. Hij kwam er hier opnieuw niet aan te pas. Daarop verhuisde hij in juli 2017 naar Eintracht Frankfurt. Na twee invalbeurten scheurde hij in augustus 2017 een pees. Dit kwam hem opnieuw op drie maanden revalideren te staan. Na zijn terugkeer promoveerde coach Niko Kovač hem in februari 2018 tot basisspeler. Dat was hij ook in de finale van de DFB-Pokal die Eintracht en hij dat seizoen wonnen. Het was de eerste grote prijs voor de club in dertig jaar. Da Costa stond in seizoen 2018/19 onder coach Adi Hütter alle 34 speelronden in de Bundesliga aan de aftrap. Dat was ook het geval in alle 14 wedstrijden die zijn teamgenoten en hij dat jaar speelden in de Europa League. Ze verloren in de halve finale na strafschoppen van de latere toernooiwinnaar Chelsea. Hütter ging in 2019/20 een stuk minder gebruikmaken van Da Costa. Hij zat dat jaar bijna net zo vaak op de bank als dat hij speelde. Zijn perspectieven verslechterden daarna verder. Hij bracht daarom de tweede seizoenshelft van 2020/21 op huurbasis door bij FSV Mainz. Het aantreden van Oliver Glasner als nieuwe coach van Eintracht Frankfurt in mei 2021 zorgde ook niet voor een ommekeer. Da Costa won in 2021/22 de Europa League met Eintracht, maar speelde zelf alleen mee in twee groepswedstrijden tegen Fenerbahçe.
Da Costa verruilde Eintracht Frankfurt in de juli 2022 definitief voor FSV Mainz. Hier kwam hij opnieuw te spelen onder coach Bo Svensson, die hij nog kende van zijn huurperiode bij de club.

## Interlandcarrière
Da Costa speelde voor alle Duitse nationale jeugdelftallen vanaf Duitsland –17. Hij speelde met geen hiervan op een eindtoernooi.

## Erelijst
| Competitie             |            |            |            |            |
| Competitie             | Aantal     | Jaren      |            |            |
| Ingolstadt             | Ingolstadt | Ingolstadt | Ingolstadt | Ingolstadt |
| ---------------------- | ---------- | ---------- | ---------- | ---------- |
| Kampioen 2. Bundesliga | 1x         | 2014/15    |            |            |
| Eintracht Frankfurt    |            |            |            |            |
| UEFA Europa League     | 1x         | 2021/22    |            |            |
| DFB-Pokal              | 1x         | 2017/18    |            |            |

1 Rieß ·
2 Mwene ·
3 Jenz ·
4 Barkok ·
5 Leitsch ·
6 Sano ·
7 Lee ·
8 Nebel ·
9 Onisiwo ·
11 Sieb ·
14 Hong ·
16 Bell ·
17 Vidović ·
18 Amiri ·
19 Caci ·
21 Da Costa ·
22 Veratschnig ·
25 Hanche-Olsen ·
27 Zentner ·
29 Burkardt ·
30 Widmer  ·
31 Kohr ·
33 Batz ·
41 Shabani ·
44 Weiper ·
47 Dal ·
Coach: Henriksen
· Assistent-coach: Silberbauer